# Бельм
Бельм (нем. Belm) — община в Германии, в земле Нижняя Саксония.
Входит в состав района Оснабрюк. Население составляет 13 583 человека (на 31 декабря 2010 года). Занимает площадь 46,67 км².
Коммуна подразделяется на 5 сельских округов.
| Год  | Население |
| ---- | --------- |
| 1990 | 11 560    |
| 1995 | 14 298    |
| 2000 | 14 081    |
| 2005 | 13 960    |
| 2010 | 13 717    |